# Bahnstrecke Langelsheim–Altenau (Oberharz)
| |                         |                                        |                                        |
| Streckennummer (DB): | 1931                    |                                        |                                        |
| Kursbuchstrecke (DB): | 204b                    |                                        |                                        |
| Kursbuchstrecke: | 182h (1934) 204b (1946) |                                        |                                        |
| Streckenlänge: | 33,4 km                 |                                        |                                        |
| Spurweite: | 1435 mm (Normalspur)    |                                        |                                        |
| |                         |                                        |                                        |
| \| \| \| von Vienenburg \| \| \| \| \| von Goslar \| \| \| \| 0,0 \| Langelsheim \| 208 m \| \| \| \| nach Neuekrug-Hahausen \| \| \| \| \| Anschluss Chemetall \| \| \| \| \| Neutrassierung 1963 \| \| \| \| \| Innerste \| \| \| \| \| Bundesstraße 82 \| \| \| \| \| Anschluss Betonwerk \| \| \| \| \| Anschluss Chemetall \| \| \| \| \| Streckenende seit 1963 \| \| \| \| 5,4 \| Lindthal \| 265 m \| \| \| \| Innerstetalsperre \| \| \| \| 6,9 \| Innerste \| Innerste \| \| \| \| \| \| \| \| 10,2 \| Innerste \| Innerste \| \| \| 10,6 \| Innerste \| Innerste \| \| \| 10,7 \| Lautenthal \| 305 m \| \| \| 11,8 \| Innerste \| Innerste \| \| \| 16,8 \| Innerste \| Innerste \| \| \| 17,1 \| Wildemann-Tunnel (278 m) \| Wildemann-Tunnel (278 m) \| \| \| 17,3 \| Innerste \| Innerste \| \| \| 17,7 \| Wildemann \| 408 m \| \| \| 18,3 \| Innerste \| Innerste \| \| \| 18,7 \| Innerste \| Innerste \| \| \| 18,9 \| Innerste \| Innerste \| \| \| \| Bundesstraße 242 \| \| \| \| 20,0 \| Silbernaal-Grund (bis 2. Oktober 1960)[1] \| Silbernaal-Grund (bis 2. Oktober 1960)[1] \| \| \| 20,5 \| Innerste \| Innerste \| \| \| \| Bundesstraße 242 \| \| \| \| \| Bundesstraße 242 und Zellbach \| \| \| \| 22,1 \| Frankenscharrnhütte (1875–1969 Bhf)[2] \| 483 m \| \| \| \| Zellbach und Bundesstraße 242 \| \| \| \| \| vom Ottiliaeschacht \| \| \| \| 25,0 \| Clausthal-Zellerfeld \| 536 m \| \| \| \| \| \| \| \| \| Bundesstraße 241 \| \| \| \| 26,5 \| Clausthal Ost \| 564 m \| \| \| \| 1. Viadukt \| \| \| \| \| 2. Viadukt \| \| \| \| 32,4 \| 3. Viadukt \| 3. Viadukt \| \| \| 33,7 \| Altenau (Oberharz) \| 478 m \| |                         |                                        |                                        |
| Strecke (außer Betrieb) |                         | von Vienenburg                         | von Vienenburg                         |
| Abzweig ehemals geradeaus und von links |                         | von Goslar                             | von Goslar                             |
| Haltepunkt / Haltestelle Streckenende | 0,0                     | Langelsheim                            | 208 m                                  |
| Abzweig geradeaus und nach rechts |                         | nach Neuekrug-Hahausen                 | nach Neuekrug-Hahausen                 |
| Abzweig geradeaus und nach rechts |                         | Anschluss Chemetall                    | Anschluss Chemetall                    |
| |                         | Neutrassierung 1963                    |                                        |
| Brücke über Wasserlauf · Strecke (außer Betrieb) |                         | Innerste                               | Innerste                               |
| Strecke mit Straßenbrücke · Strecke mit Straßenbrücke (Strecke außer Betrieb) |                         | Bundesstraße 82                        | Bundesstraße 82                        |
| Abzweig geradeaus und nach links · Strecke (außer Betrieb) |                         | Anschluss Betonwerk                    | Anschluss Betonwerk                    |
| Abzweig geradeaus und von rechts · Strecke (außer Betrieb) |                         | Anschluss Chemetall                    | Anschluss Chemetall                    |
| Strecke (außer Betrieb) |                         | Streckenende seit 1963                 | Streckenende seit 1963                 |
| Haltepunkt / Haltestelle (Strecke außer Betrieb) · Strecke (außer Betrieb) | 5,4                     | Lindthal                               | 265 m                                  |
| Strecke (außer Betrieb) · Haltepunkt / Haltestelle (Strecke außer Betrieb) |                         | Innerstetalsperre                      | Innerstetalsperre                      |
| Strecke (außer Betrieb) · Brücke über Wasserlauf (Strecke außer Betrieb) | 6,9                     | Innerste                               | Innerste                               |
| Verschwenkung nach links (Strecke außer Betrieb) · Verschwenkung nach rechts (Strecke außer Betrieb) |                         |                                        |                                        |
| Brücke über Wasserlauf (Strecke außer Betrieb) | 10,2                    | Innerste                               | Innerste                               |
| Brücke über Wasserlauf (Strecke außer Betrieb) | 10,6                    | Innerste                               | Innerste                               |
| Bahnhof (Strecke außer Betrieb) | 10,7                    | Lautenthal                             | 305 m                                  |
| Brücke über Wasserlauf (Strecke außer Betrieb) | 11,8                    | Innerste                               | Innerste                               |
| Brücke über Wasserlauf (Strecke außer Betrieb) | 16,8                    | Innerste                               | Innerste                               |
| Tunnel (Strecke außer Betrieb) | 17,1                    | Wildemann-Tunnel (278 m)               | Wildemann-Tunnel (278 m)               |
| Brücke über Wasserlauf (Strecke außer Betrieb) | 17,3                    | Innerste                               | Innerste                               |
| Bahnhof (Strecke außer Betrieb) | 17,7                    | Wildemann                              | 408 m                                  |
| Brücke über Wasserlauf (Strecke außer Betrieb) | 18,3                    | Innerste                               | Innerste                               |
| Brücke über Wasserlauf (Strecke außer Betrieb) | 18,7                    | Innerste                               | Innerste                               |
| Brücke über Wasserlauf (Strecke außer Betrieb) | 18,9                    | Innerste                               | Innerste                               |
| Bahnübergang (Strecke außer Betrieb) |                         | Bundesstraße 242                       | Bundesstraße 242                       |
| Haltepunkt / Haltestelle (Strecke außer Betrieb) | 20,0                    | Silbernaal-Grund (bis 2. Oktober 1960) | Silbernaal-Grund (bis 2. Oktober 1960) |
| Brücke über Wasserlauf (Strecke außer Betrieb) | 20,5                    | Innerste                               | Innerste                               |
| Brücke (Strecke außer Betrieb) |                         | Bundesstraße 242                       | Bundesstraße 242                       |
| Brücke über Wasserlauf (Strecke außer Betrieb) |                         | Bundesstraße 242 und Zellbach          | Bundesstraße 242 und Zellbach          |
| Bahnhof (Strecke außer Betrieb) | 22,1                    | Frankenscharrnhütte (1875–1969 Bhf)    | 483 m                                  |
| Brücke über Wasserlauf (Strecke außer Betrieb) |                         | Zellbach und Bundesstraße 242          | Zellbach und Bundesstraße 242          |
| Strecke von rechts · Strecke |                         | vom Ottiliaeschacht                    | vom Ottiliaeschacht                    |
| Dienststation / Betriebs- oder Güterbahnhof · Bahnhof | 25,0                    | Clausthal-Zellerfeld                   | 536 m                                  |
| Betriebs-/Güterbahnhof Streckenende · Strecke |                         |                                        |                                        |
| Bahnübergang (Strecke außer Betrieb) |                         | Bundesstraße 241                       | Bundesstraße 241                       |
| Haltepunkt / Haltestelle (Strecke außer Betrieb) | 26,5                    | Clausthal Ost                          | 564 m                                  |
| Brücke (Strecke außer Betrieb) |                         | 1. Viadukt                             | 1. Viadukt                             |
| Brücke (Strecke außer Betrieb) |                         | 2. Viadukt                             | 2. Viadukt                             |
| Brücke (Strecke außer Betrieb) | 32,4                    | 3. Viadukt                             | 3. Viadukt                             |
| Kopfbahnhof Streckenende (Strecke außer Betrieb) | 33,7                    | Altenau (Oberharz)                     | 478 m                                  |

Die Bahnstrecke Langelsheim–Altenau (Oberharz) war eine Eisenbahnstrecke, die durch den Oberharz führte. Sie wurde auch Innerstetalbahn, Oberharzbahn oder Harzbahn genannt. Sie wurde gebaut, um der Magdeburg-Halberstädter Eisenbahngesellschaft (MHE) Zugang zu den Harzbergwerken zu schaffen.
Die Strecke verband einige ehemals freie Bergstädte des Oberharzes mit den bestehenden Eisenbahnlinien im nördlichen Harzvorland.

## Streckenbeschreibung
Die Strecke zweigte am Bahnhof Langelsheim von der bestehenden Bahnstrecke Neuekrug-Hahausen–Goslar ab und führte über den Haltepunkt Innerstetalsperre (vor dem Bau der Talsperre gab es den später im Stausee liegenden Haltepunkt Lindthal) nach Lautenthal, von dort aus durch das Innerstetal über Wildemann, Silbernaal-Grund und Silberhütte (später in Frankenscharrnhütte umbenannt) zum Bahnhof Clausthal-Zellerfeld, von wo aus ab 1914 über den Bahnhof Clausthal Ost der Endbahnhof Altenau (Oberharz) erreicht wurde.

## Geschichte

### Planung und Bau

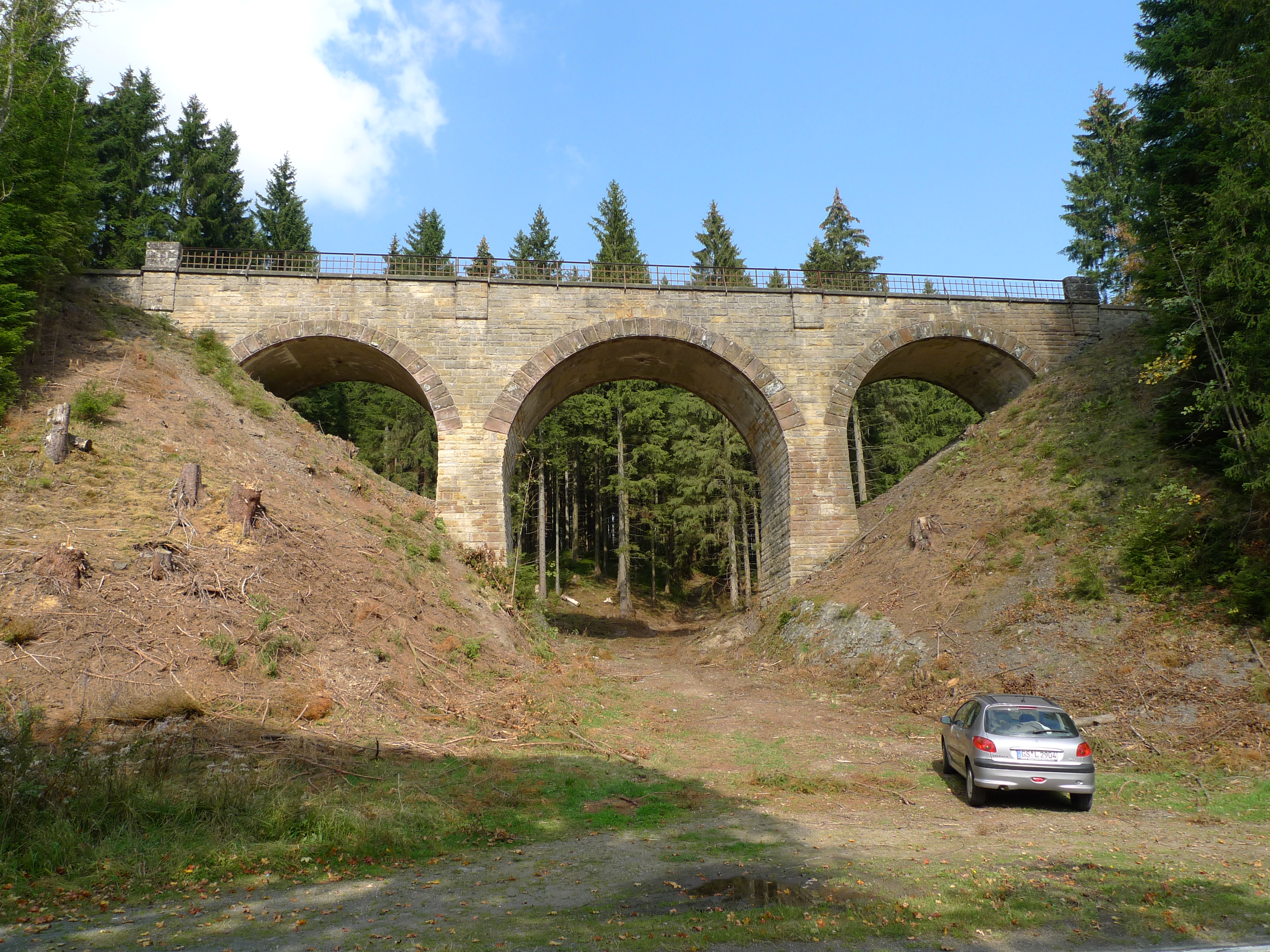
Mittlerer Viadukt zwischen Clausthal und Altenau

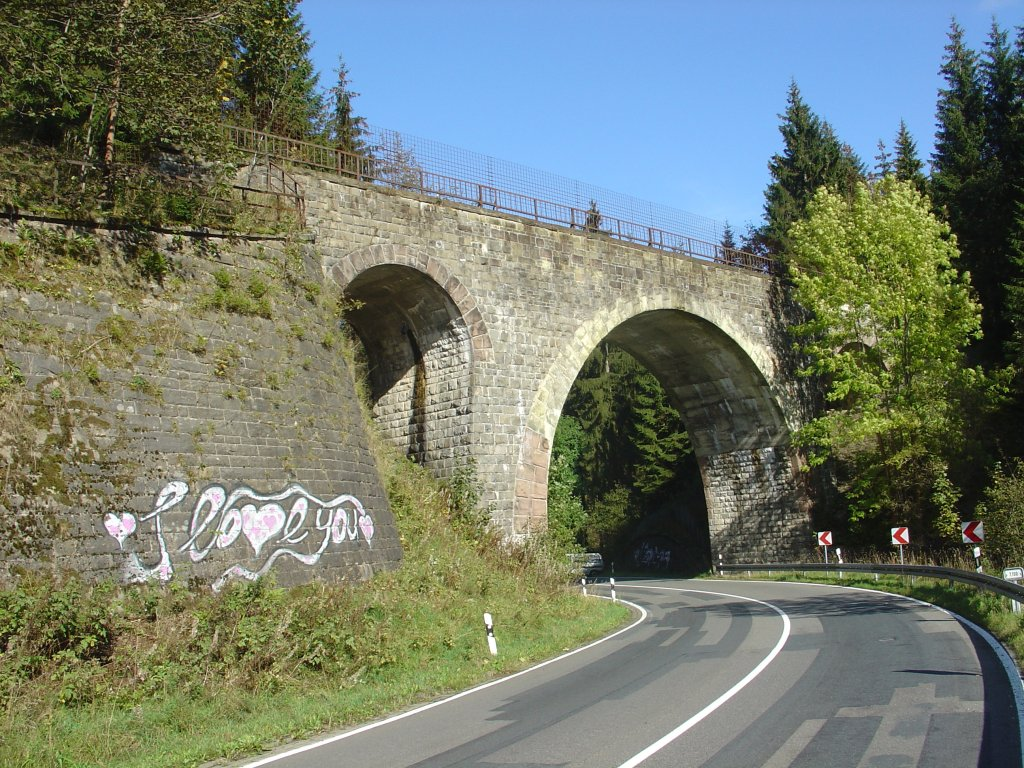
Letzter Viadukt vor dem Endbahnhof Altenau

Ideen zum Bau dieser für den Bergbau wichtigen Strecke in den Oberharz gab es bereits 1863, als die Bahnstrecke von Hildesheim nach Goslar geplant wurde. Jedoch stellten das enge Innerstetal und die erheblichen Höhenunterschiede große Probleme für eine Eisenbahnstrecke in Normalspur dar.
Die Magdeburg-Halberstädter Eisenbahngesellschaft (MHE) begann 1871 mit ersten Verhandlungen und im Mai 1874 mit dem Bau. Als erstes wurde 1875 ausgehend vom Rangierbahnhof Vienenburg der MHE aus über Grauhof und Langelsheim der Abschnitt bis Lautenthal in Angriff genommen. Er wurde bereits am 25. Oktober 1875 für den Güter- und am 15. November 1875 für den Personenverkehr in Betrieb genommen. Das Empfangsgebäude des Bahnhofs Lautenthal war allerdings zum Zeitpunkt der Einweihung noch nicht fertiggestellt und wurde erst im Herbst 1877 in Betrieb genommen. Die ursprüngliche Zufahrt mit der Bahnstrecke Vienenburg–Langelsheim über Grauhof wurde schon 1884 für den Personenverkehr bis Langelsheim außer Betrieb genommen und 1954 ganz aufgegeben; stattdessen wurde eine Direktverbindung nach Goslar genutzt.
Die Fortführung der Strecke nach Wildemann erwies sich als überaus schwierig und erforderte den Bau eines 278 Meter langen Tunnels durch den Gallenberg in Wildemann, der am 6. Oktober 1876 in Betrieb genommen wurde. Auch Wildemann verfügte zu diesem Zeitpunkt noch nicht über ein angemessenes Empfangsgebäude; es wurde erst vier Jahre später nach dem Bau der erforderlichen Zufahrtsstraße am 28. Juni 1879 eingeweiht und 1904 erheblich vergrößert. Bereits am 1. Januar 1877 konnte der Güterverkehr bis zur Station Frankenscharrnhütte südlich von Wildemann beginnen, und am 15. Mai 1877 auch der Personenverkehr dorthin. Der Zugverkehr nach Clausthal konnte am 15. Oktober 1877 aufgenommen werden. Das dortige Stationsgebäude, genau zwischen den erst später (1924) vereinigten Städten Clausthal und Zellerfeld gelegen, war ein durchaus repräsentativer, im Stil der Gründerzeit mit einem Turm errichteter Ziegelbau. Es wurde wegen der erheblichen Zunahme des Personenverkehrs 1885 und 1901 vergrößert. Ab 1877 verkehrten anfangs drei Zugpaare täglich zwischen Langelsheim und Clausthal-Zellerfeld.
Seit 1888 bestanden Pläne, die Bahnlinie nach Altenau und möglicherweise von dort durch das Okertal bis Goslar oder Oker zu verlängern, damit aus der bisherigen Stichbahn eine Durchgangsbahn werden könnte, die rentabler zu betreiben wäre. Erste Vorarbeiten begannen 1908, die eigentlichen Bauarbeiten im Februar 1912. Teils mit bis zu 16 Meter tiefen Einschnitten ging man in das Gelände vor und transportierte den Abraum mittels Feldbahn zu Bauplätzen entlang der Trasse. Zur Überquerung mehrerer Gräben und Wasserläufe mussten vier Viadukte errichtet werden, von denen der Hellertalviadukt mit 15 Meter Höhe und 44 Meter Länge der größte war. Am östlichen Rand von Clausthal wurde der zusätzliche Bahnhof „Clausthal-Ost“ errichtet. Am 30. April 1914 wurde die Strecke bis Altenau in Betrieb genommen. Sieben Zugpaare verkehrten täglich zwischen Altenau und Goslar. Der Ausbruch des Ersten Weltkrieges bedeutete dann das Ende aller Planungen über eine mögliche weitere Verlängerung der Innerstetalbahn.

### Zweiter Weltkrieg
In der Nähe des Haltepunktes „Clausthal Ost“ entstand 1935 eine Sprengstofffabrik mit dem Tarnnamen Werk Tanne. Sie wurde am 7. Oktober 1944 aus der Luft angegriffen, wobei rund 600 von 2000 Bomben das Werk und die umliegenden Lager von Zwangsarbeitern trafen. Auch die Bahnanlagen und verschiedene Gebäude in der Stadt erlitten starke Schäden, das Empfangsgebäude wurde fast völlig zerstört. 92 Menschen kamen ums Leben. Der Zugverkehr konnte kurz darauf wieder aufgenommen werden, doch das Empfangsgebäude wurde nur notdürftig wieder hergerichtet.
Am 10. April 1945 wurde der Zugverkehr auf der Innerstetalbahn wegen der näherrückenden Front eingestellt. Lautenthal wurde am 11. April eingenommen, Clausthal-Zellerfeld am 13. April morgens. Am Mittag des 13. April 1945 wurde der Hellertalviadukt von der Wehrmacht gesprengt, um den Vormarsch der Amerikaner aufzuhalten.

### Veränderungen und Ende
Nach dem Ende der Kampfhandlungen begann der Wiederaufbau des Viaduktes am 12. Mai 1945 und war Ende November 1945 abgeschlossen. Ab Sommer 1949 verkehrten wieder sieben Zugpaare zwischen Altenau und Goslar sowie werktags ein zusätzliches Zugpaar zwischen Altenau und Clausthal-Zellerfeld. Am 18. September 1950 ereignete sich ein schwerer Auffahrunfall im Bahnhof Altenau durch einen entlaufenen Bauzug (siehe hier). Ein Mensch starb, drei Eisenbahner wurden schwer-, fünf weitere Personen leicht verletzt.
Der Wiederaufbau des nur notdürftig instandgesetzten Empfangsgebäudes des Bahnhofs Clausthal-Zellerfeld begann am 18. September 1961 und war am 30. September 1963 abgeschlossen. Das Gebäude entstand allerdings in deutlich vereinfachter und verkleinerter Form neu und wurde mit Holz verschalt.
In der 100-jährigen Geschichte der Innerstetalbahn gab es sehr viele Veränderungen. Immer mehr Gruben wurden geschlossen, der Zweite Weltkrieg tat sein Übriges, Mitte der 1950er Jahre wurde die Bahnpost zwischen Goslar und Altenau eingestellt und auf den Kraftverkehr verlagert. Anfang der 1960er Jahre gab es nochmals umfangreiche Baumaßnahmen und Streckenverlegungen, die notwendig wurden, weil durch den Bau der Innerstetalsperre das Tal geflutet wurde.

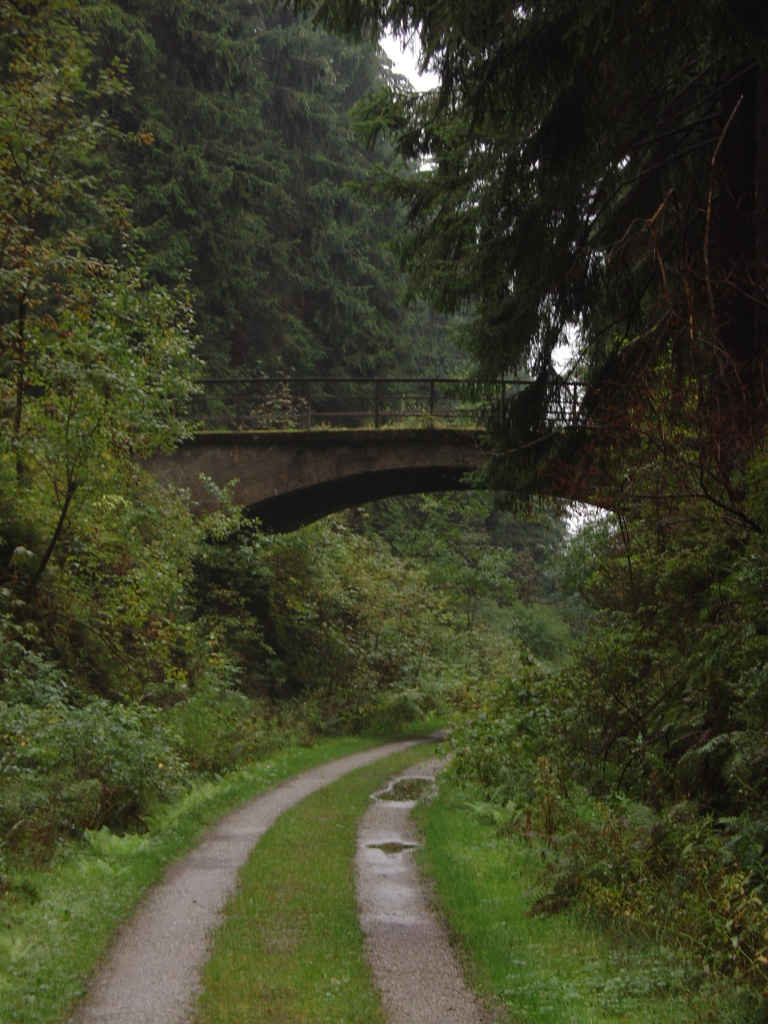
Wanderweg auf der Strecke der früheren Innerstetalbahn

Das schleichende Ende begann 1967 mit der Einstellung des Bergbaus in Clausthal-Zellerfeld und Lautenthal. Der Güterverkehr nahm ab und wurde demzufolge von der Bahn eingestellt. 1974 verkehrten werktags noch neun Zugpaare, sonntags sieben. Der Personenverkehr deckte die Kosten nicht mehr, und so verkündete die Deutsche Bundesbahn die Einstellung der Bahn. Am 29. Mai 1976 verkehrten die letzten Züge nach Fahrplan. Zum 100-jährigen Jubiläum der Streckeneinweihung Langelsheim–Clausthal befuhren am 15. und 16. Oktober 1977 noch einmal Sonderzüge mit der ölgefeuerten Dampflok 41 096 die Strecke, danach wurden die Gleise abgebaut und die Bahnhofsgebäude verkauft.
Als „Rache der Innerstetalbahn“ wird berichtet, dass eine im Abbau eingesetzte Lok entgleiste, da das vor ihr liegende Gleisstück bereits entfernt worden war.
Zum Schluss versuchte noch eine Investorengruppe um Günther Mast die Bahn zu kaufen und in einem „einfachen Betrieb“ weiter zu führen. Leider scheiterte das Vorhaben an immer höher werdenden Kaufpreisvorstellungen der Deutschen Bahn. 1977 berichtete die Braunschweiger Zeitung nochmals darüber.

## Gegenwart und Relikte der Bahnanlagen
Auch heute prägen die Brücken und Viadukte der Innerstetalbahn Teile des Oberharzes. Besonders von der Bundesstraße 242 zwischen Seesen und Clausthal-Zellerfeld sowie der alten Landstraße zwischen Clausthal-Zellerfeld und Altenau im Hellertal können solche erblickt werden. Es stehen noch alle Bahnhöfe und zum Teil weitere kleine Gebäude.
Die alte Trasse der Innerstetalbahn dient heute als Wander- und Fahrradweg sowie im Winter als Langlaufloipe. Der Radweg ist Teil des niedersächsischen Radfernweges (RFW) Nr. 5, des Weser-Harz-Heide-Radfernwegs, der von der Lüneburger Heide über den Harz, die Rhumequelle und über Göttingen nach Hann. Münden führt. Das Nordportal des Wildemann-Tunnel ist verschüttet. Am Südportal befindet sich im Innern auf der rechten Seite eine Gedenktafel.
Auf der Trasse zwischen Clausthal-Zellerfeld und Altenau wurden 2011 und 2013 Forstwegebrücken über Einschnittstrecken der Bahn wegen Baufälligkeit abgerissen und der Einschnitt im betreffenden Bereich verfüllt. Auch die künftige Finanzierung zur Unterhaltung der Viadukte im Hellertal ist nicht gesichert.

## Stationen

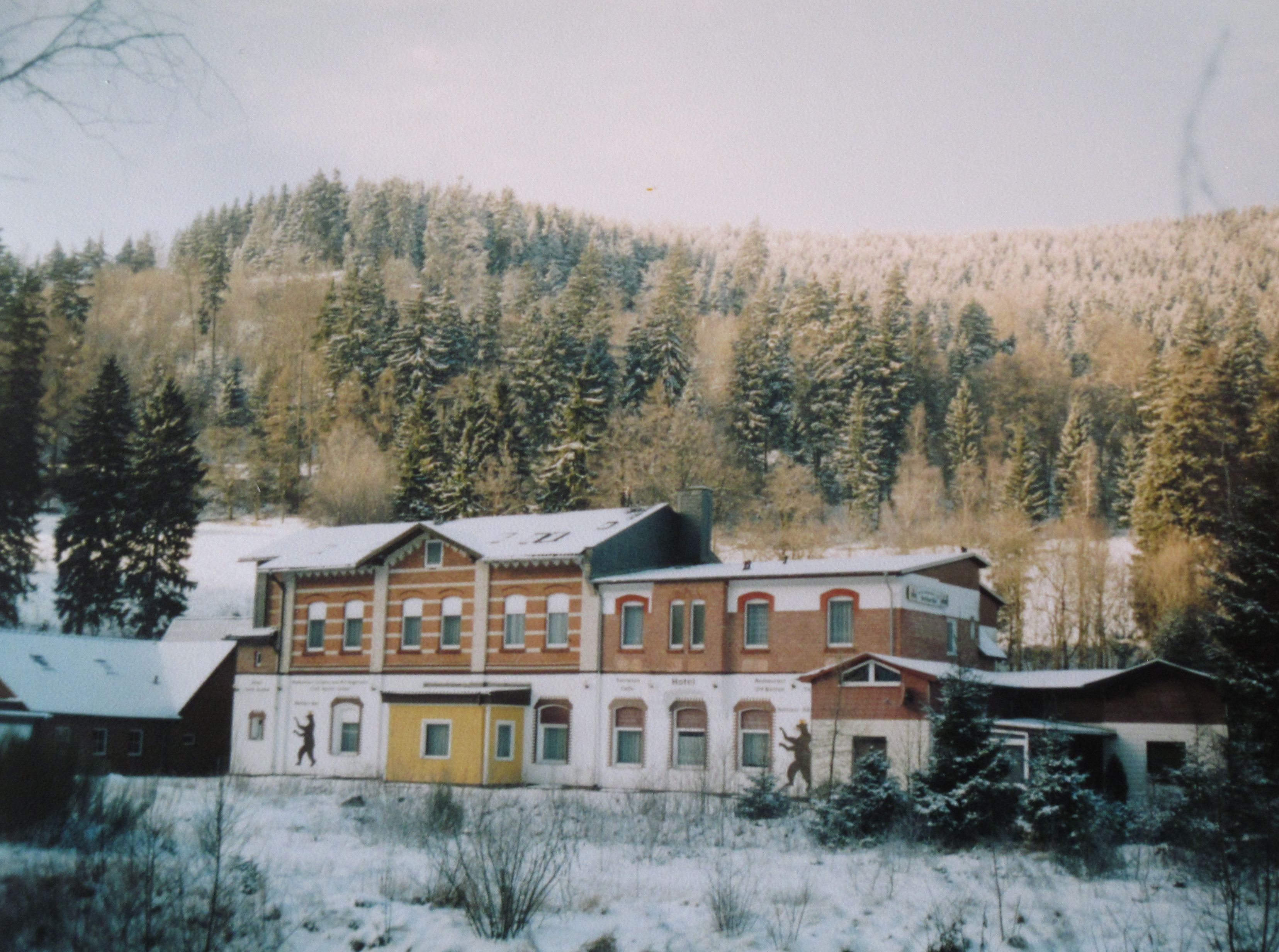
Straßenseite des ehemaligen Bahnhofs Lautenthal
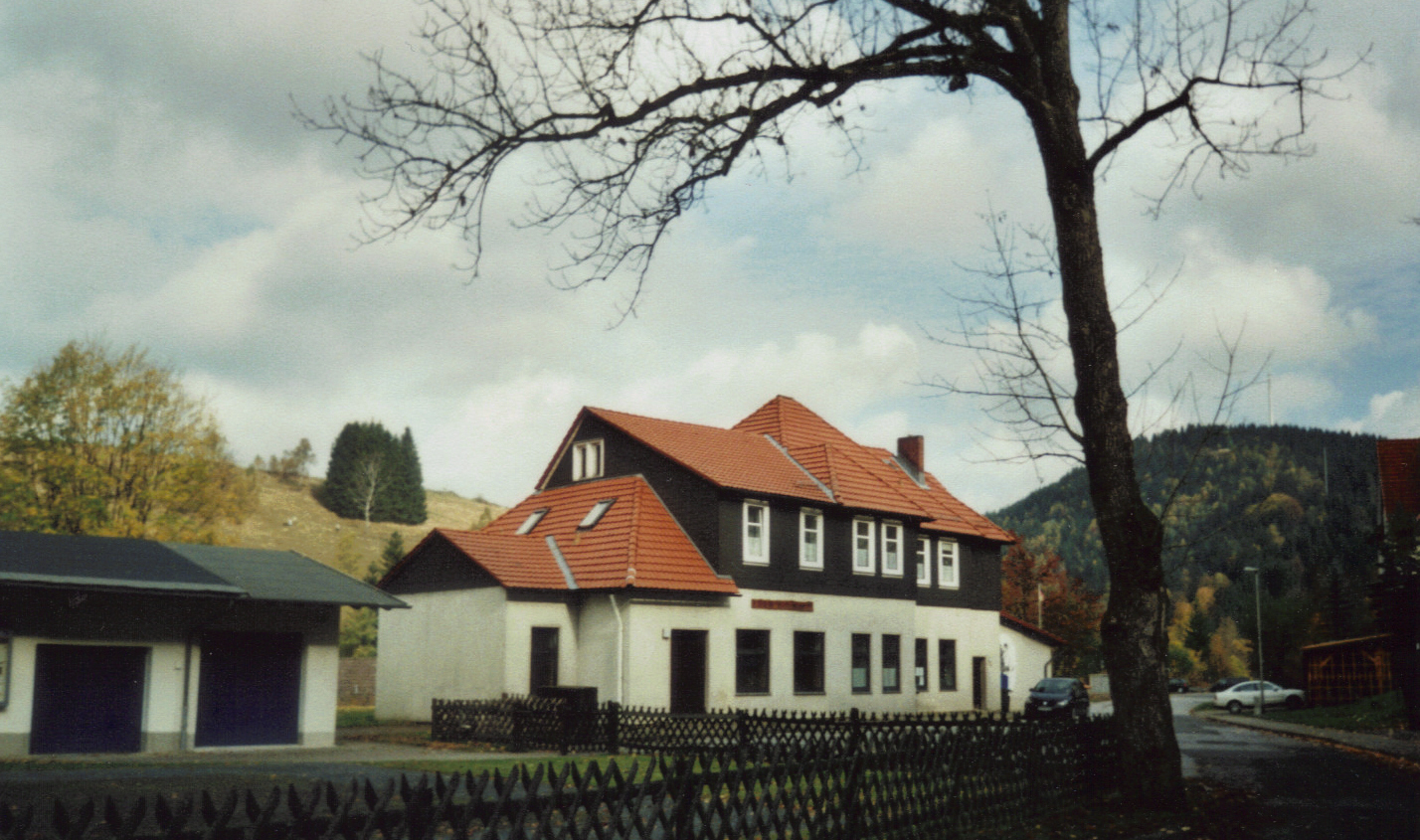
Straßenseite des ehemaligen Bahnhofs Wildemann (heute Feuerwehrhaus)
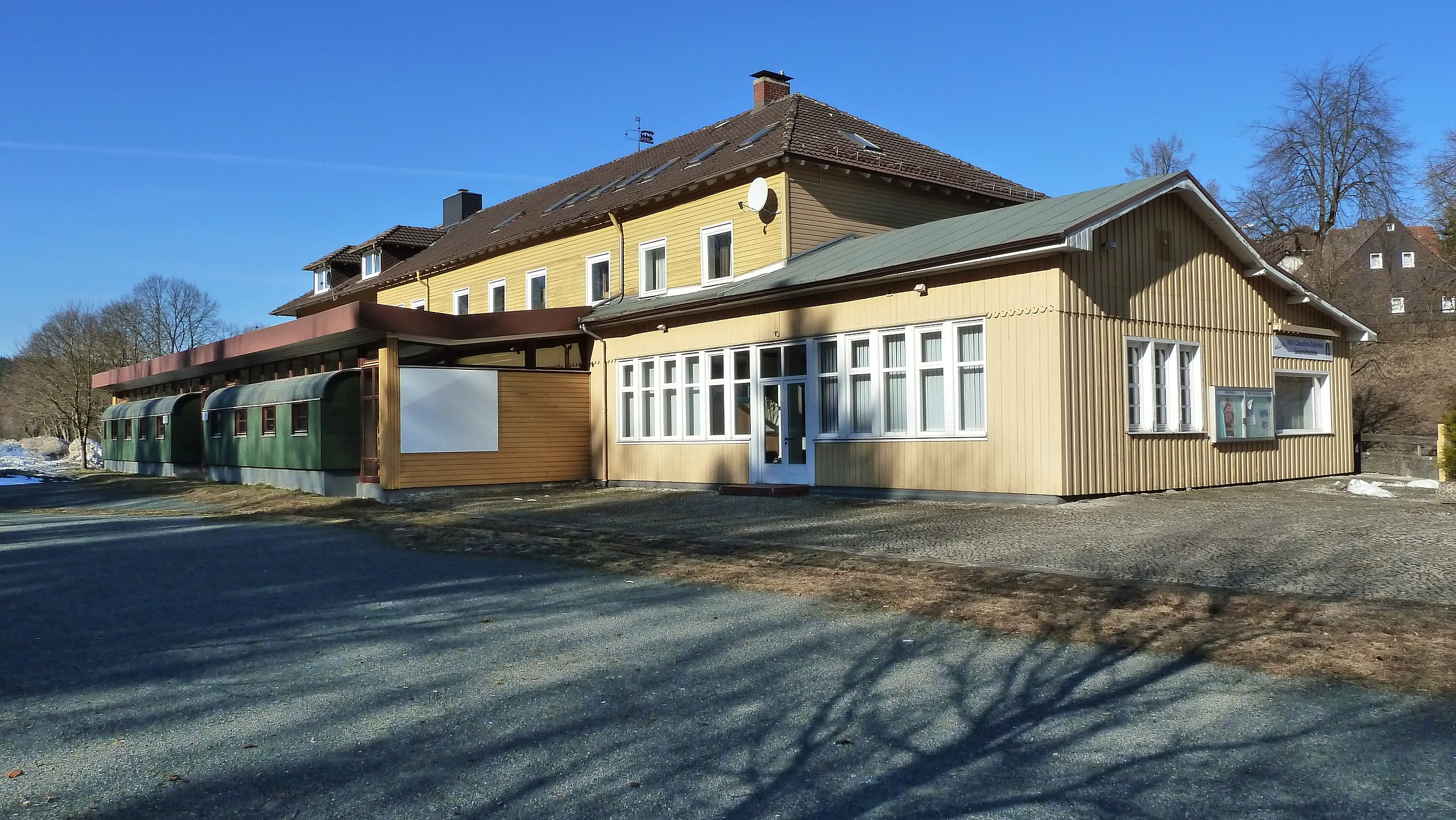
Gleisseite des ehemaligen Bahnhofs Clausthal-Zellerfeld (beheimatet heute die Stadtbücherei)
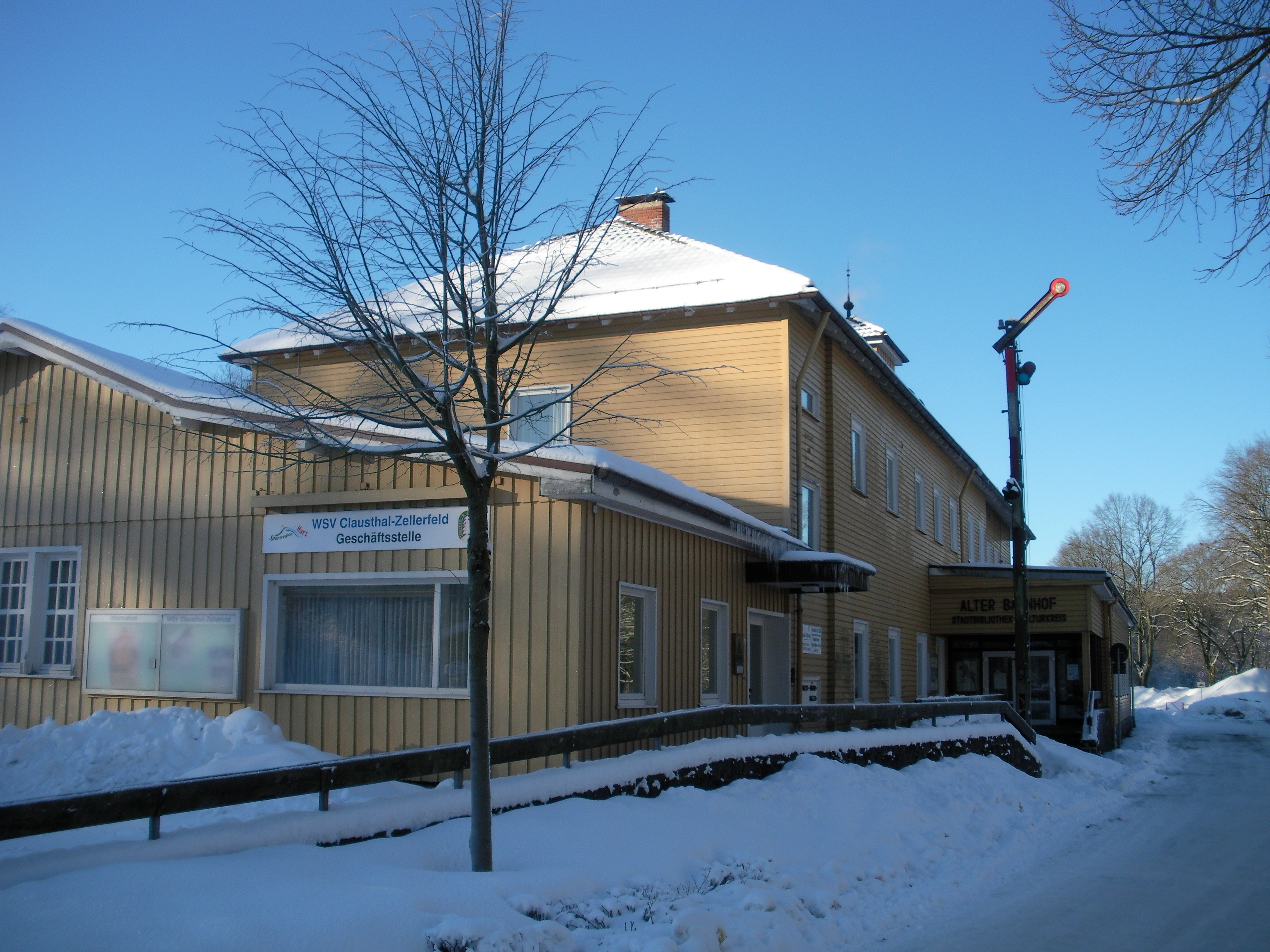
Straßenseite des ehemaligen Bahnhofs in Clausthal-Zellerfeld (mit historischem Signal)
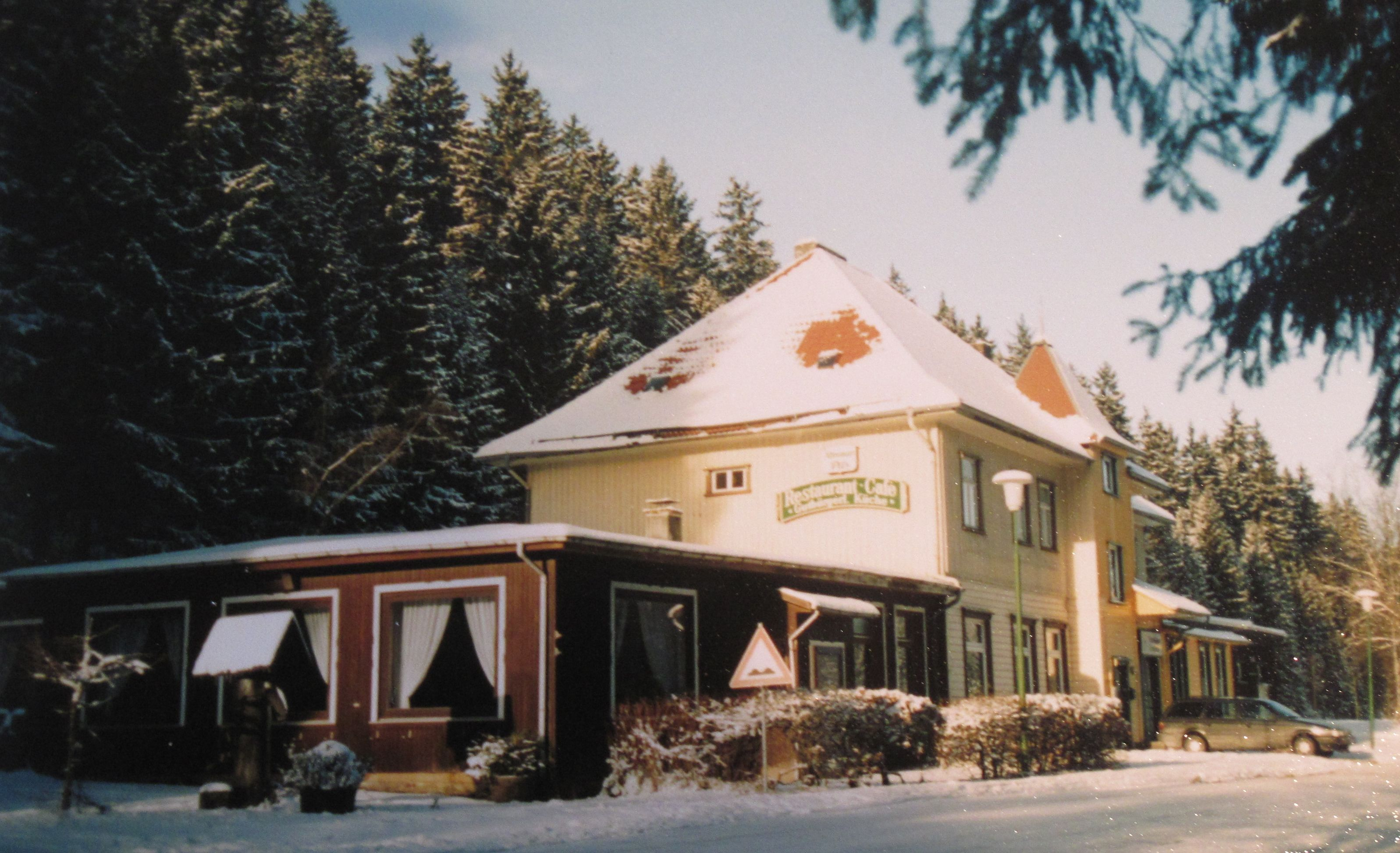
Straßenseite des ehemaligen Bahnhofs Altenau (Oberharz) (Aufnahme von 2003)
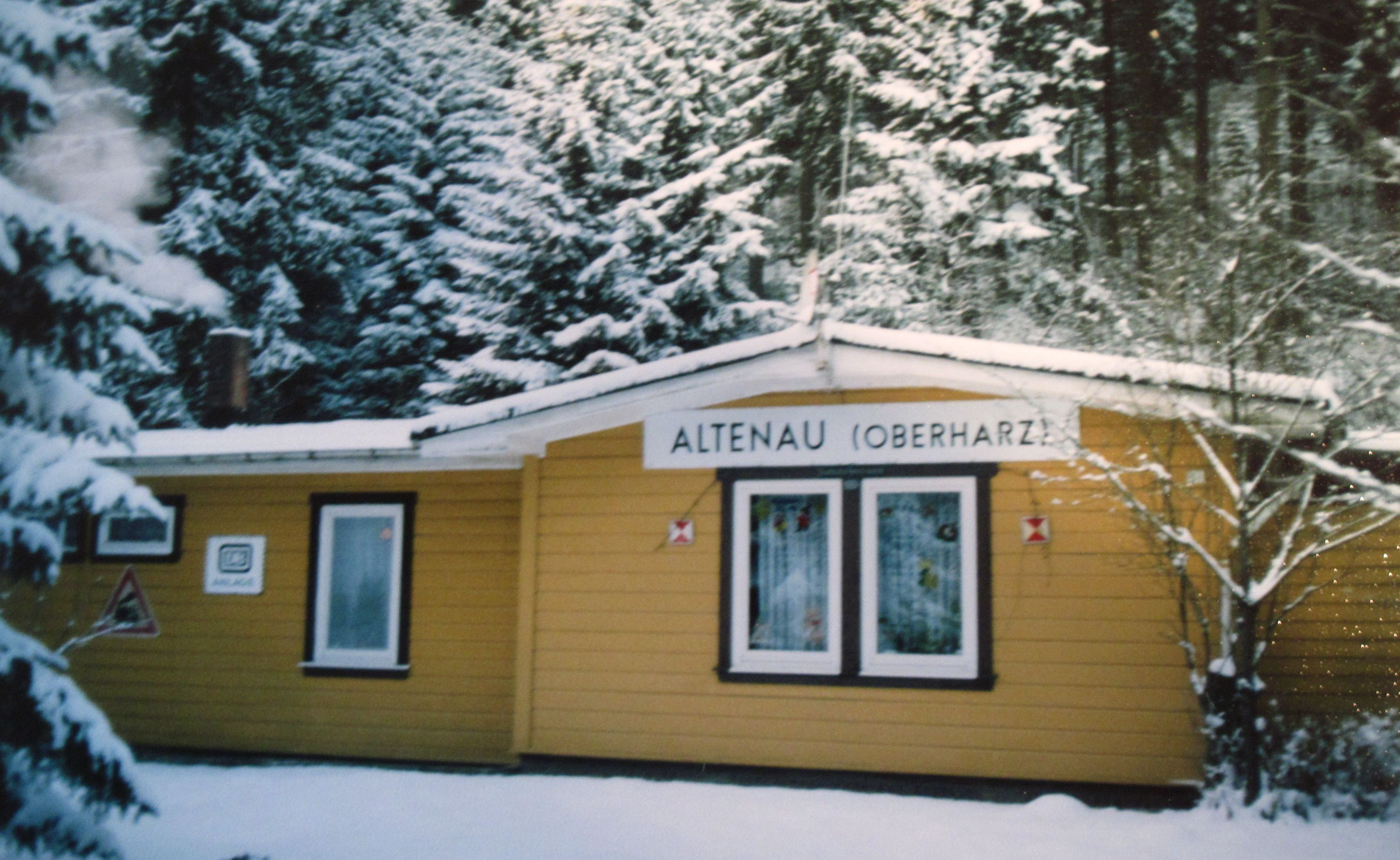
Nebengebäude des ehemaligen Bahnhofs Altenau

## Fahrzeugeinsatz
In den ersten Jahren der Innerstetalbahn wurden durch die Magdeburg-Halberstädter Eisenbahn (MHE) 14 Bt-Lokomotiven von Krauss in München (8) und Schwartzkopff (6) beschafft. Zwischen 1895 und 1905 stellte die Königlich-Preußische Eisenbahnverwaltung Tenderlokomotiven der Gattungen T 2, T 5, T 9 und T 13 in Dienst. Für Haupt- und Nebenbahnbetrieb wurde ab den 1920er Jahren die Lokomotiven des Typen T 14 (später Baureihe 93) beschafft, welche bis 1967 auf der Innerstetalbahn eingesetzt wurden.
Auch die Baureihen 64, 86 und 50 (auch mit Kabinentender) wurden seit ihrem Erscheinungsjahr von den Bahnbetriebswerken Goslar und Rheine auf die Innerstetalbahn gesendet.
Weil der Dampflokbetrieb hohe Kosten verursachte, wurden durch die Deutsche Bundesbahn ab den 50er Jahren Triebwagen der Baureihen VT98 und 627 und Akkutriebwagen der Baureihe 515 für den Personenverkehr eingesetzt.